# فهرست‌های فیلم‌ها
|  |

این مقاله فهرستی از فهرست‌های فیلم‌ها بر پایه سال، جوایز، کشورهای مبدأ و ژانر در میان عوامل دیگر را ارائه می‌کند.

## بر پایه سال
فهرست رویدادهای مرتبط با فیلم بر پایه سال اکران فهرست‌بندی شده‌است.
دهه ۲۰۲۰
۲۰۲۰
۲۰۲۱
۲۰۲۲
۲۰۲۳
۲۰۲۴
۲۰۲۵
۲۰۲۶
۲۰۲۷
۲۰۲۸
۲۰۲۹
دهه ۲۰۱۰
۲۰۱۰
۲۰۱۱
۲۰۱۲
۲۰۱۳
۲۰۱۴
۲۰۱۵
۲۰۱۶
۲۰۱۷
۲۰۱۸
۲۰۱۹
دهه ۲۰۰۰
۲۰۰۰
۲۰۰۱
۲۰۰۲
۲۰۰۳
۲۰۰۴
۲۰۰۵
۲۰۰۶
۲۰۰۷
۲۰۰۸
۲۰۰۹
دهه ۱۹۹۰
۱۹۹۰
۱۹۹۱
۱۹۹۲
۱۹۹۳
۱۹۹۴
۱۹۹۵
۱۹۹۶
۱۹۹۷
۱۹۹۸
۱۹۹۹
دهه ۱۹۸۰
۱۹۸۰
۱۹۸۱
۱۹۸۲
۱۹۸۳
۱۹۸۴
۱۹۸۵
۱۹۸۶
۱۹۸۷
۱۹۸۸
۱۹۸۹
دهه ۱۹۷۰
۱۹۷۰
۱۹۷۱
۱۹۷۲
۱۹۷۳
۱۹۷۴
۱۹۷۵
۱۹۷۶
۱۹۷۷
۱۹۷۸
۱۹۷۹
دهه ۱۹۶۰
۱۹۶۰
۱۹۶۱
۱۹۶۲
۱۹۶۳
۱۹۶۴
۱۹۶۵
۱۹۶۶
۱۹۶۷
۱۹۶۸
۱۹۶۹
دهه ۱۹۵۰
۱۹۵۰
۱۹۵۱
۱۹۵۲
۱۹۵۳
۱۹۵۴
۱۹۵۵
۱۹۵۶
۱۹۵۷
۱۹۵۸
۱۹۵۹
دهه ۱۹۴۰
۱۹۴۰
۱۹۴۱
۱۹۴۲
۱۹۴۳
۱۹۴۴
۱۹۴۵
۱۹۴۶
۱۹۴۷
۱۹۴۸
۱۹۴۹
دهه ۱۹۳۰
۱۹۳۰
۱۹۳۱
۱۹۳۲
۱۹۳۳
۱۹۳۴
۱۹۳۵
۱۹۳۶
۱۹۳۷
۱۹۳۸
۱۹۳۹
دهه ۱۹۲۰
۱۹۲۰
۱۹۲۱
۱۹۲۲
۱۹۲۳
۱۹۲۴
۱۹۲۵
۱۹۲۶
۱۹۲۷
۱۹۲۸
۱۹۲۹
دهه ۱۹۱۰
۱۹۱۰
۱۹۱۱
۱۹۱۲
۱۹۱۳
۱۹۱۴
۱۹۱۵
۱۹۱۶
۱۹۱۷
۱۹۱۸
۱۹۱۹
دهه ۱۹۰۰
۱۹۰۰
۱۹۰۱
۱۹۰۲
۱۹۰۳
۱۹۰۴
۱۹۰۵
۱۹۰۶
۱۹۰۷
۱۹۰۸
۱۹۰۹
دهه ۱۸۹۰
۱۸۹۰
۱۸۹۱
۱۸۹۲
۱۸۹۳
۱۸۹۴
۱۸۹۵
۱۸۹۶
۱۸۹۷
۱۸۹۸
۱۸۹۹
دهه ۱۸۸۰
۱۸۸۰
۱۸۸۱
۱۸۸۲
۱۸۸۳
۱۸۸۴
۱۸۸۵
۱۸۸۶
۱۸۸۷
۱۸۸۸
۱۸۸۹
دهه ۱۸۷۰
۱۸۷۰
۱۸۷۱
۱۸۷۲
۱۸۷۳
۱۸۷۴
۱۸۷۵
۱۸۷۶
۱۸۷۷
۱۸۷۸
۱۸۷۹

## بر پایه دوران
- هالیوود کلاسیک
- هالیوود نو

## بر پایه قضاوت انتقادی یا مردمی
- مجموعه‌های ۱۰۰ سال به انتخاب بفا
- فهرست فیلم‌هایی که برترین انگاشته شده‌اند
- فهرست فیلم‌های دارای امتیاز ۱۰۰٪ در راتن تومیتوز
- فهرست فیلم‌های دارای امتیاز ۰٪ در راتن تومیتوز
- فهرست ملی ثبت فیلم

## بر پایه کشور مبدأ
- فهرست فیلم‌های آمریکایی
- فهرست فیلم‌های ایرانی

## بر پایه شرکت تولیدی
- Disney
  - فهرست فیلم‌های بلند پویانمایی تئاتری دیزنی
  - فهرست فیلم‌های استودیوی انیمیشن والت دیزنی
  - فهرست فیلم‌های والت دیزنی پیکچرز
- Pixar
  - فهرست فیلم‌های پیکسار
- Paramount Pictures
  - فهرست فیلم‌های پویانمایی پارامونت پیکچرز
- Dreamworks Animation
  - فهرست تولیدات دریم‌ورکس انیمیشن
- Sony Pictures Animation
  - فهرست تولیدات سونی پیکچرز انیمیشن

## بر پایه بودجه
- فهرست پرهزینه‌ترین فیلم‌ها

## بر پایه درآمد
- فهرست پرفروش‌ترین فیلم‌های ترسناک
- فهرست پرفروش‌ترین فیلم‌های ابرقهرمانی
- فهرست پرفروش‌ترین فیلم‌های پویانمایی جهان
  - فهرست پرفروش‌ترین فیلم‌های پویانمایی سینمای ایران
- فهرست پرفروش‌ترین فیلم‌های سینمای هند
- فهرست پرفروش‌ترین فیلم‌های سینمای ایران

## بر پایه ژانر

### ماجراجویی
- فهرست‌های فیلم‌های ماجراجویی

### پویانمایی
- فهرست‌های فیلم‌های پویانمایی
  - فهرست فیلم‌های پویانمایی پیش از ۱۹۴۰
  - فهرست فیلم‌های پویانمایی دهه ۱۹۴۰
  - فهرست فیلم‌های پویانمایی دهه ۱۹۵۰
  - فهرست فیلم‌های پویانمایی دهه ۱۹۶۰
  - فهرست فیلم‌های پویانمایی دهه ۱۹۷۰
  - فهرست فیلم‌های پویانمایی دهه ۱۹۸۰
  - فهرست فیلم‌های پویانمایی دهه ۱۹۹۰
  - فهرست فیلم‌های پویانمایی دهه ۲۰۰۰
  - فهرست فیلم‌های پویانمایی دهه ۲۰۱۰
  - فهرست فیلم‌های پویانمایی دهه ۲۰۲۰

### ترسناک
- فهرست‌های فیلم‌های ترسناک
  - فهرست فیلم‌های ترسناک دهه ۱۸۹۰
  - فهرست فیلم‌های ترسناک دهه ۱۹۰۰
  - فهرست فیلم‌های ترسناک دهه ۱۹۱۰
  - فهرست فیلم‌های ترسناک دهه ۱۹۲۰
  - فهرست فیلم‌های ترسناک دهه ۱۹۳۰
  - فهرست فیلم‌های ترسناک دهه ۱۹۴۰
  - فهرست فیلم‌های ترسناک دهه ۱۹۵۰
  - فهرست فیلم‌های ترسناک دهه ۱۹۶۰
  - فهرست فیلم‌های ترسناک دهه ۱۹۷۰
  - فهرست فیلم‌های ترسناک دهه ۱۹۸۰
  - فهرست فیلم‌های ترسناک دهه ۱۹۹۰
  - فهرست فیلم‌های ترسناک دهه ۲۰۰۰
  - فهرست فیلم‌های ترسناک دهه ۲۰۱۰
  - فهرست فیلم‌های ترسناک دهه ۲۰۲۰

### دگرباشان جنسی
- فهرست فیلم‌های مربوط به دگرباشان جنسی
- فهرست‌های فیلم‌های مرتبط با ال‌جی‌بی‌تی

## بر پایه منبع

### بر پایه کارتون، کمیک، اسباب‌بازی یا بازی‌های ویدئویی
- فهرست فیلم‌ها بر پایه نشریات دی‌سی کامیکس
- فهرست فیلم‌ها بر پایه نشریات مارول کامیکس

### بر پایه یک روز خاص
- فهرست فیلم‌ها درباره هالووین

## بر پایه موضوع

### بر پایه رویداد یا پدیده
- فهرست فیلم‌ها با موضوع حلقه زمانی
- رده:فیلم‌های با مضمون مبادله جسم

### فاجعه و پس از فاجعه
- ادبیات داستانی آخرالزمانی و پسا-آخرالزمانی

## بر پایه نوع شخصیت
| - فهرست فیلم‌ها با موضوع زیست فرازمینی | - فهرست فیلم‌های مربوط به دگرباشان جنسی |

### پویانمایی
- فهرست‌های فیلم‌های پویانمایی
- رده:فیلم‌های انیمه
- فهرست فیلم‌های پویانمایی کوتاه
- فهرست فیلم‌های لونی تونز
- فهرست فیلم‌های پویانمایی کوتاه دیزنی
- فهرست فیلم‌های پویانمایی کوتاه وان‌شات مترو گلدوین مایر
- فهرست فیلم‌های پویانمایی کوتاه پیکسار

## فیلم‌هایی که دارای محتوای بالغ هستند
- برهنگی در فیلم
- سکس شبیه‌سازی‌نشده

## متفرقه
- فهرست طولانی‌ترین فیلم‌ها
- فهرست فیلم‌ها با طولانی‌ترین زمان ساخت
- فهرست فیلم‌های اختصاصی شبکه دیزنی
- فهرست فیلم‌های سه‌بعدی